# Chauché
Chauché és un municipi francès situat al departament de Vendée i a la regió de País del Loira. L'any 2007 tenia 2.159 habitants.

## Demografia

### Població
El 2007 la població de fet de Chauché era de 2.159 persones. Hi havia 848 famílies de les quals 197 eren unipersonals (110 homes vivint sols i 87 dones vivint soles), 280 parelles sense fills, 339 parelles amb fills i 32 famílies monoparentals amb fills.
La població ha evolucionat segons el següent gràfic:
Habitants censats

### Habitatges
El 2007 hi havia 926 habitatges, 863 eren l'habitatge principal de la família, 19 eren segones residències i 44 estaven desocupats. 900 eren cases i 7 eren apartaments. Dels 863 habitatges principals, 690 estaven ocupats pels seus propietaris, 168 estaven llogats i ocupats pels llogaters i 5 estaven cedits a títol gratuït; 9 tenien una cambra, 31 en tenien dues, 128 en tenien tres, 229 en tenien quatre i 467 en tenien cinc o més. 755 habitatges disposaven pel capbaix d'una plaça de pàrquing. A 329 habitatges hi havia un automòbil i a 480 n'hi havia dos o més.

### Piràmide de població
La piràmide de població per edats i sexe el 2009 era:
| Homes | Edats   | Dones |
| ----- | ------- | ----- |
| 0     | 95 o +  | 0     |
| 3     | 90 a 94 | 15    |
| 5     | 85 a 89 | 12    |
| 11    | 80 a 84 | 12    |
| 37    | 75 a 79 | 48    |
| 27    | 70 a 74 | 43    |
| 41    | 65 a 69 | 51    |
| 56    | 60 a 64 | 57    |
| 27    | 55 a 59 | 27    |
| 71    | 50 a 54 | 51    |
| 90    | 45 a 49 | 48    |
| 81    | 40 a 44 | 91    |
| 74    | 35 a 39 | 80    |
| 58    | 30 a 34 | 56    |
| 65    | 25 a 29 | 46    |
| 107   | 20 a 24 | 60    |
| 82    | 15 a 19 | 84    |
| 61    | 10 a 14 | 74    |
| 70    | 5 a 9   | 35    |
| 32    | 0 a 4   | 58    |

## Economia
El 2007 la població en edat de treballar era de 1.409 persones, 1.154 eren actives i 255 eren inactives. De les 1.154 persones actives 1.103 estaven ocupades (642 homes i 461 dones) i 52 estaven aturades (19 homes i 33 dones). De les 255 persones inactives 116 estaven jubilades, 70 estaven estudiant i 69 estaven classificades com a «altres inactius».

### Ingressos
El 2009 a Chauché hi havia 876 unitats fiscals que integraven 2.237 persones, la mediana anual d'ingressos fiscals per persona era de 17.246 €.

### Activitats econòmiques
Dels 81 establiments que hi havia el 2007, 2 eren d'empreses alimentàries, 1 d'una empresa de fabricació de material elèctric, 8 d'empreses de fabricació d'altres productes industrials, 15 d'empreses de construcció, 16 d'empreses de comerç i reparació d'automòbils, 1 d'una empresa de transport, 6 d'empreses d'hostatgeria i restauració, 7 d'empreses financeres, 3 d'empreses immobiliàries, 7 d'empreses de serveis, 7 d'entitats de l'administració pública i 8 d'empreses classificades com a «altres activitats de serveis».
Dels 25 establiments de servei als particulars que hi havia el 2009, 1 era una oficina bancària, 2 funeràries, 6 tallers de reparació d'automòbils i de material agrícola, 1 paleta, 3 guixaires pintors, 2 fusteries, 2 lampisteries, 1 electricista, 2 empreses de construcció, 3 perruqueries i 2 salons de bellesa.
Dels 3 establiments comercials que hi havia el 2009, 1 era una botiga de menys de 120 m², 1 una fleca i 1 una botiga de mobles.
L'any 2000 a Chauché hi havia 94 explotacions agrícoles que ocupaven un total de 3.479 hectàrees.

## Equipaments sanitaris i escolars
L'únic equipament sanitari que hi havia el 2009 era una farmàcia.
El 2009 hi havia una escola elemental.

## Poblacions més properes
El següent diagrama mostra les poblacions més properes.